# 香港社區會堂
香港社區會堂（英語：Hong Kong Community Halls）是由建築署、房屋署、香港房屋協會、市區重建局或私人發展商按政府規格去興建，落成後交由民政事務總署負責運作及管理，提供禮堂及會議室等設施供地方團體租用，以舉辦社區關係建設活動的公共服務場地。部分同類場地也命名為「社區中心」（Community Centres）。截至2014年4月為止，全港共有61間社區會堂和39間社區中心，此外還包括位於堅尼地城社區綜合大樓的會議室及綜合用途室，共有101處。社區會堂內通常設有一個可以分間2至3個空間可容納共450座位的大禮堂，讓居民可以在此舉行大型活動，如各種表演、投票、居民大會、臨時避寒或避暑中心、天災後的臨時收容庇護站等。部分社區會堂/社區中心更設會議室，供社區事務相關會議之用，社區會堂普遍位於市政大厦或政府合署、公共屋邨及私人發展内。另外現時還有社區會堂在將軍澳雍明苑及粉嶺皇后山邨等地興建當中。

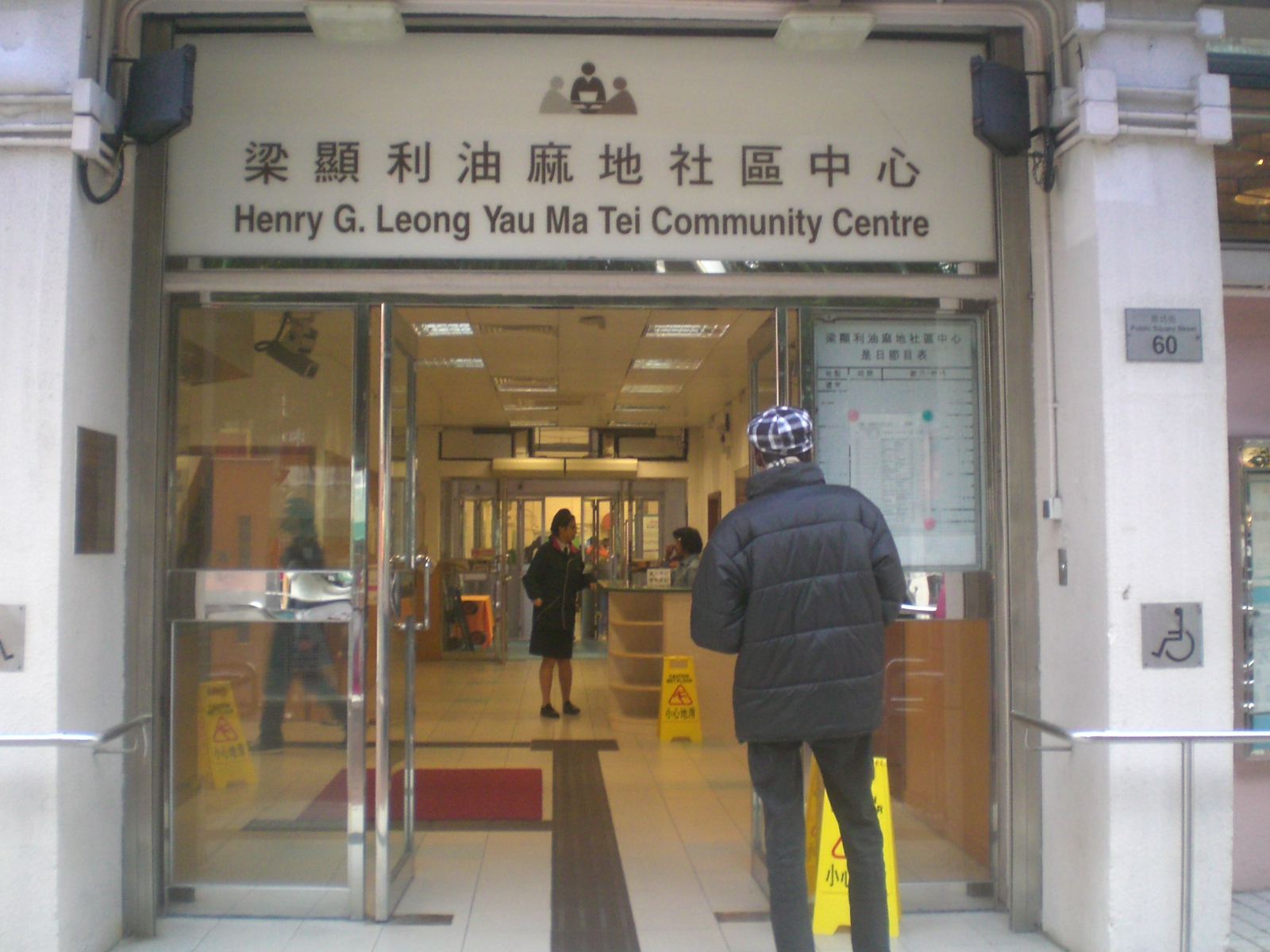
梁顯利油麻地社區中心正门

## 香港社區會堂/社區中心列表
除特別注明外，下表列出之大部分社區會堂/社區中心均提供多用途禮堂（附設舞台）、會議室、會客室及化妝室。

### 香港島
- 堅尼地城社區綜合大樓（只提供會議室及綜合用途室）
- 前西區裁判法院（只提供會議室及多用途活動室）
- 西區社區中心（只提供會議室）
- 西營盤社區綜合大樓
- 灣仔活動中心（位於尚翹峰，由華人置業及市區重建局合作興建尚翹峰時，代政府興建）
- 禮頓山社區會堂（位於禮頓山，由新鴻基地產興建禮頓山時，代政府興建）
- 銅鑼灣社區中心 （由太古地產興建海峯園時，代政府興建）
- 北角社區會堂 （由新鴻基地產興建海璇時，代政府興建）
- 鰂魚涌社區會堂（由太古地產興建逸樺園時，代政府興建）
- 愛秩序灣社區會堂 （由房屋署興建愛東邨愛寶樓時，代政府興建）
- 興華社區會堂 （由房屋署興建興華（二）邨時，代政府興建）
- 漁灣社區會堂 （由房屋署興建漁灣邨時，代政府興建）
- 小西灣社區會堂
- 華貴社區中心 （由房屋署興建華貴邨時，代政府興建）
- 海怡社區中心（由和記黃埔興建海怡半島時，代政府興建）
- 鴨脷洲社區會堂 （由房屋署興建鴨脷洲邨時，代政府興建）
- 利東社區會堂 （由房屋署興建利東邨時，代政府興建）
- 赤柱社區會堂

### 九龍
- 秀茂坪社區會堂（由房屋署興建秀茂坪邨秀潤樓時，代政府興建）
- 紅磡社區會堂
- 藍田（西區）社區中心
- 觀塘社區會堂
- 樂華社區中心（由房屋署興建樂華邨時，代政府興建）
- 順利社區中心 （由房屋署興建順利邨時，代政府興建）
- 茜草灣鄰里社區中心（由長江實業興建麗港城時，代政府興建）
- 啟業社區會堂 （由房屋署興建啟業邨時，代政府興建）
- 藍田（東區）社區會堂
- 油塘社區會堂（由房屋署興建大本型時，代政府興建）
- 大坑東社區中心
- 白田社區會堂（由房屋署重建白田邨第9期時，代政府重置）
- 石硤尾社區會堂 （由房屋署重建石硤尾邨42–44座時，代政府興建）
- 長沙灣社區中心
- 南昌社區中心
- 麗閣社區會堂 （由房屋署興建麗閣邨時，代政府興建）
- 荔枝角社區會堂（由長江實業興建泓景臺時，代政府興建）
- 美孚社區會堂
- 黃大仙社區中心
- 彩雲社區中心  （由房屋署興建彩雲邨時，代政府興建）
- 竹園社區中心 （由房屋署興建竹園南邨時，代政府興建）
- 鳳德社區中心 （由房屋署興建鳳德邨時，代政府興建）
- 慈雲山社區會堂（由房屋署興建慈樂邨樂歡樓時，代政府興建）
- 慈雲山（南區）社區中心
- 東頭社區中心 （由房屋署興建東匯邨時，代政府興建）
- 旺角社區會堂（由市區重建局及鷹君集團興建朗豪酒店時，代政府興建）
- 梁顯利油麻地社區中心
- 啟德社區會堂

### 新界

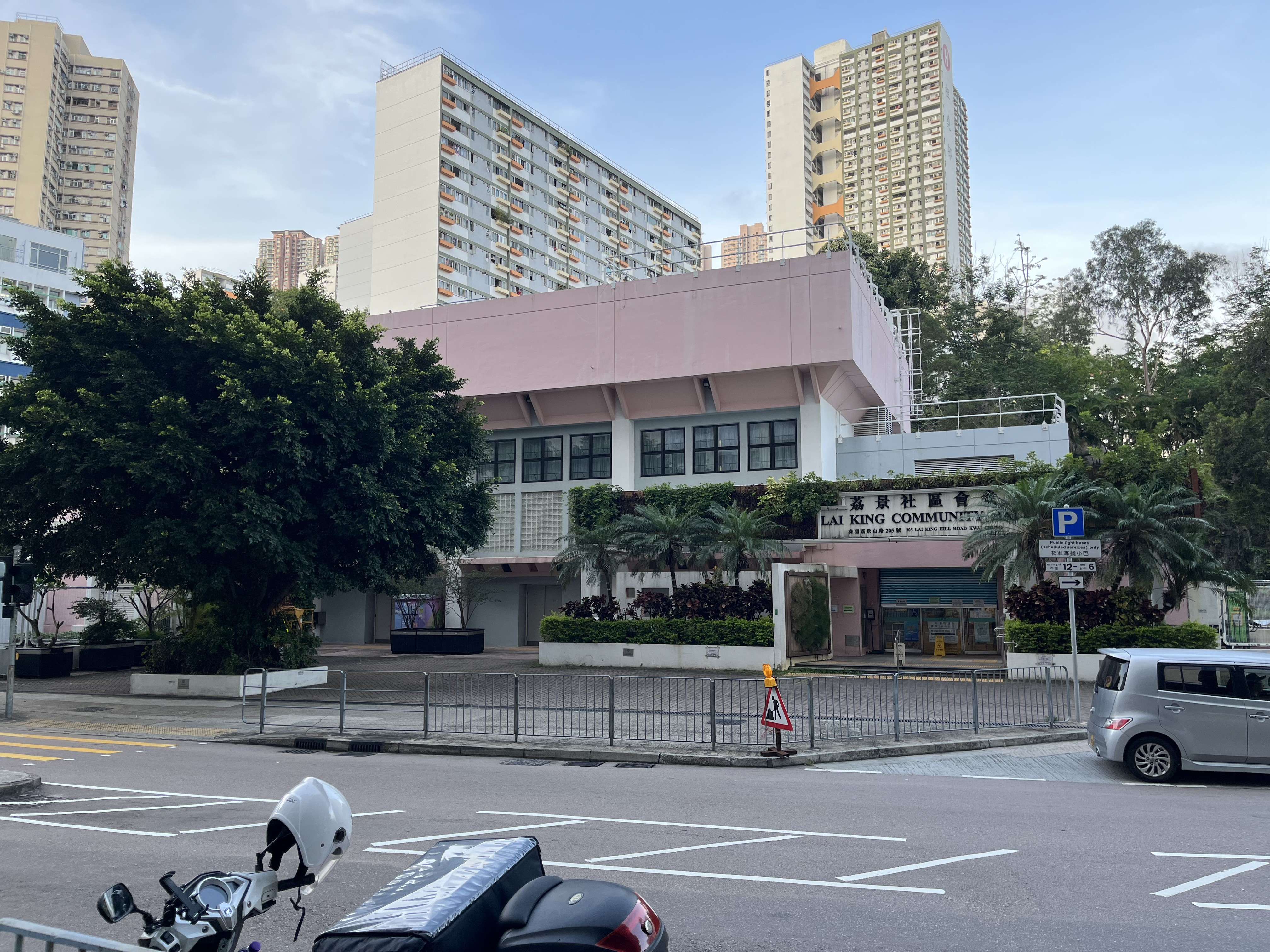
荔景社區會堂

- 葵芳社區會堂
- 葵盛社區會堂（由房屋署興建葵盛西邨時，代政府興建）
- 荔景社區會堂（由前香港地下鐵路公司擴建荔景站時，代政府重置）
- 大窩口社區中心（由房屋署重建大窩口邨時，代政府興建）
- 長亨社區會堂（由房屋署興建長亨邨時，代政府興建）
- 青衣邨社區會堂（由房屋署興建青衣邨時，代政府興建）
- 長發社區中心（由房屋署興建長發邨時，代政府興建）
- 石籬社區會堂（由房屋署重建石籬邨時，代政府興建）
- 長青社區中心（由房屋署興建長青邨時，代政府興建）
- 北區社區中心（只提供會議室及籃球場）
- 沙頭角社區會堂（位於邊境禁區，由香港房屋協會興建沙頭角邨時，代政府興建）
- 打鼓嶺社區會堂
- 祥華社區會堂（由房屋署興建祥華邨時，代政府興建）
- 和興社區會堂
- 聯和墟社區會堂（由信和集團興建御庭軒時，代政府興建）
- 皇后山社區會堂
- 翠林社區會堂（由房屋署興建翠林邨時，代政府興建）
- 健彩社區會堂（由房屋署興建健明邨時，代政府興建）
- 景林鄰里社區中心（由房屋署興建景林邨時，代政府興建）
- 尚德社區會堂（由房屋署興建尚德邨尚美樓時，代政府興建）
- 西貢賽馬會大會堂
- 康城社區會堂（由香港鐵路有限公司興建日出康城時，代政府興建）
- 坑口社區會堂
- 廣源社區會堂（由房屋署興建廣源邨時，代政府興建）
- 博康社區會堂（由房屋署興建博康邨時，代政府興建）
- 瀝源社區會堂（由房屋署興建瀝源邨時，代政府興建）
- 顯徑鄰里社區中心（由房屋署興建顯徑邨時，代政府興建）
- 沙角社區會堂（由房屋署興建沙角邨時，代政府興建）
- 秦石社區會堂（由房屋署興建秦石邨時，代政府興建）
- 新田圍社區會堂（由房屋署興建新田圍邨時，代政府興建）
- 禾輋社區會堂（由房屋署興建禾輋邨時，代政府興建）
- 恒安社區中心（由房屋署興建恒安邨時，代政府興建）
- 隆亨社區中心（由房屋署興建隆亨邨時，代政府興建）
- 利安社區會堂（由房屋署興建利安邨時，代政府興建）
- 美田社區會堂（由房屋署興建美田邨時，代政府興建）
- 富善社區會堂（由房屋署興建富善邨時，代政府興建）
- 大元社區會堂（由房屋署興建大元邨時，代政府興建）
- 富亨鄰里社區中心（由房屋署興建富亨邨時，代政府興建）
- 太和鄰里社區中心（由房屋署興建太和邨時，代政府興建）
- 運頭塘鄰里社區中心（由房屋署興建運頭塘邨時，代政府興建）
- 廣福社區會堂（由房屋署興建廣福邨時，代政府興建）
- 東昌街社區會堂
- 大埔社區中心
- 雅麗珊社區中心
- 梨木樹社區會堂（由房屋署興建梨木樹邨時，代政府興建）
- 石圍角社區會堂（由房屋署興建石圍角邨時，代政府興建）
- 屯門市中心社區會堂（由恒基兆業興建屯門時代廣場時，代政府興建）
- 山景社區會堂（由房屋署興建山景邨時，代政府興建）
- 大興社區會堂（由房屋署興建大興邨時，代政府興建）
- 建生社區會堂（由房屋署興建建生邨時，代政府興建）
- 安定/友愛社區中心（由房屋署興建安定邨時，代政府興建）
- 良景社區中心（由房屋署興建良景邨時，代政府興建）
- 蝴蝶灣社區中心（由房屋署興建蝴蝶邨時，代政府興建）
- 井財街社區會堂
- 湖山路社區會堂
- 龍逸社區會堂（由房屋署興建龍逸邨時，代政府興建）
- 天瑞社區中心（由房屋署興建天瑞邨時，代政府興建）
- 朗屏社區會堂（由房屋署興建朗屏邨時，代政府興建）
- 天耀社區中心（由房屋署興建天耀邨時，代政府興建）
- 天晴社區會堂（由房屋署興建天晴邨時，代政府興建）
- 天暉路社區會堂
- 圓洲角社區會堂
- 元朗市東社區會堂（由新鴻基地產興建Grand YOHO時，代政府興建）

#### 離島
- 愉景灣社區會堂（由香港興業有限公司興建愉景灣時，代政府興建）
- 東涌社區會堂